# فيل مانينغ
فيل مانينغ (بالإنجليزية: Phil Manning)‏ هو مغني أسترالي، ولد في 1948 في دافنبورت في أستراليا.

## وصلات خارجية
- الموقع الرسمي